# Wayne Rogers
William Wayne McMillan Rogers III (Birmingham, Alabama, 7 d'abril de 1933 - Los Angeles, 31 de desembre de 2015) va ser un actor estatunidenc, conegut per interpretar el paper del capità "Trapper" John McIntyre a la sèrie de televisió de CBS M*A*S*H i com a El doctor Charley Michaels a House Calls (1979–1982).
Va ser membre habitual del panell del programa de televisió d'inversió en accions de Fox News Channel Cashin' In com a resultat d'haver-se construït una carrera com a inversor, estrateg d'inversions, assessor i gestor de diners. Rogers també va estudiar interpretació a la Neighborhood Playhouse School of the Theatre de la ciutat de Nova York.

## Primers anys de vida
Nascut a Birmingham, Alabama, Rogers va assistir a la Ramsay High School i es va graduar a la Webb School de Bell Buckle, Tennessee. Es va graduar a la Universitat de Princeton el 1954 amb una llicenciatura en història, i va ser membre del Princeton Triangle Club i del club de menjar Tiger Inn. Després de la universitat, Rogers va servir com a oficial a la Marina dels Estats Units, com a navegant a l'USS Denebola i havia planejat entrar a la Harvard Law School abans de convertir-se en actor.

## Carrera

### Carrera inicial
Rogers va aparèixer a la televisió tant en drames com en sitcoms com The Invaders, The FBI, Combat!, Gunsmoke, Have Gun Will Travel, Wanted Dead or Alive, Gomer Pyle, USMC i The Fugitive, i va tenir un petit paper secundari a la pel·lícula de 1967 La llegenda de l'indomable. També va aparèixer a The Big Valley el 1968.
Va interpretar a Slim Davis a la telenovel·la Search for Tomorrow el 1959. Rogers també va tenir un paper a Un demà arriscat, que va ser nominada al Globus d'Or el 1960 com a Millor pel·lícula que promou l'enteniment internacional. Va protagonitzar un episodi del western de CBS Johnny Ringo.
Rogers va protagonitzar amb Robert Bray i Richard Eyer la sèrie de l'oest Stagecoach West a ABC de 1960 a 1961.
Rogers va interpretar el tinent de l'exèrcit dels Estats Units Richard Henry Pratt el 1965 a Death Valley Days.
Va aparèixer a l'episodi de Cannon "Call Unicorn" el 1971.

### M*A*S*H(1972–1975)

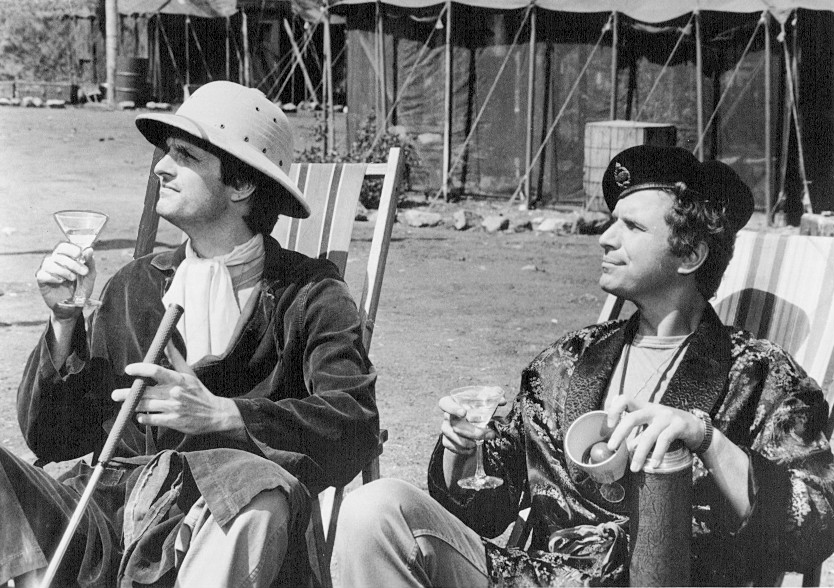
Alan Alda i Wayne Rogers a M*A*S*H el 1974.

Quan Rogers va ser abordat per fer M*A*S*H, va planejar fer una audició per al paper de Hawkeye Pierce. Va trobar el personatge massa cínic, però, i va demanar fer la prova com a Trapper John, la perspectiva del qual era més brillant. A Rogers se li va dir que Trapper i Hawkeye tindrien la mateixa importància com a personatges. Això va canviar després que Alan Alda, la carrera d'actor i el currículum del qual fins aleshores havien eclipsat la de Rogers, fos elegit com a Hawkeye i va demostrar ser més popular entre el públic. A Rogers li agradava treballar amb Alda i la resta del repartiment en general (Alda i Rogers es van fer amics íntims ràpidament), però finalment es va irritar perquè els escriptors dediquessin els millors moments humorístics i dramàtics del programa a Alda.
Quan els escriptors es van prendre la llibertat de fer de Hawkeye un cirurgià toràcic a l'episodi "Dear Dad" (17 de desembre de 1972), tot i que Trapper era l'únic cirurgià toràcic de la unitat a la pel·lícula i la novel·la, Rogers va sentir que Trapper havia estat despullat de les seves credencials.
A M*A*S*H 30th Anniversary Reunion Television Special emès per Fox-TV el 2002, Rogers va parlar de les diferències entre els personatges de Hawkeye i Trapper, dient: "Alan [Alda] i jo solíem discutir maneres per distingir les diferències entre els dos personatges en quant a on hi hauria una variància... El meu personatge [Trapper John McIntyre] era una mica més impulsiu [que Hawkeye]". Rogers va reduir considerablement el seu accent d'Alabama pel personatge de Trapper.
Va succeir a Elliott Gould, que havia interpretat el personatge de la pel·lícula de Robert Altman M*A*S*H, i ell mateix va ser succeït per Pernell Roberts en la sèrie derivada de M*A*S*H Trapper John, M.D. Després de tres temporades, Rogers va abandonar el programa després d'un conflicte contractual amb els productors.

### Treball posterior aM*A*S*H
Després de deixar M*A*S*H, Rogers va aparèixer com a agent de l'FBI a la pel·lícula de la NBC-TV de 1975 Attack on Terror: The FBI vs. the Ku Klux Klan, com a Michael Stone a la minisèrie Top of the Hill de 1980 i com l'advocat de drets civils Morris Dees a Fantasmes del passat de 1996. També va protagonitzar la sèrie de detectius de curta durada de 1976 City of Angels i la sèrie de la CBS de 1979–1982 House Calls , primer amb Lynn Redgrave (tots dos van ser nominats als Globus d'Or el 1981, com a millor actor i millor actriu de comèdia de televisió, però no va guanyar) i després amb l'actriu Sharon Gless (casualment, una de les coprotagonistes de House Calls va ser Roger Bowen, que va interpretar el coronel original Henry Blake a la pel·lícula MASH). Rogers també va aparèixer a la minisèrie de la dècada de 1980 Chiefs.
Rogers va actuar com a protagonista convidada cinc vegades en un paper recurrent a S'ha escrit un crim de CBS. Va treballar com a productor executiu i productor tant en televisió com en cinema, i com a guionista i director.
Rogers també va protagonitzar diverses altres pel·lícules. El 1981, va interpretar el paper d'un falsificador d'art a The Hot Touch de Roger Vadim. Després, a la pel·lícula The Gig (1985), al costat de Cleavon Little, va ser un músic de jazz-aficionat, el grup del qual té l'oportunitat de tocar en un resort de Catskills i ha d'enfrontar-se al fracàs. També el 1985, va protagonitzar al costat de Barbara Eden la pel·lícula de reunió televisiva I Dream of Jeannie.... Fifteen Years Later basada en la comèdia de situació dels anys 60 I Dream of Jeannie. Rogers va assumir el paper del major Tony Nelson, que havia estat interpretat originalment per Larry Hagman a la sèrie de televisió quan Hagman no estava disponible per repetir el personatge que havia creat. El 1986, Rogers va acollir la sèrie de televisió de curta durada de la CBS High Risk. També va interpretar a Walter Duncan a la pel·lícula de 1987 Race Against the Harvest. El 1990, Rogers va protagonitzar amb Connie Selleca la pel·lícula Miracle Landing de CBS feta per a televisió basada en la història real de l'aterratge accidental del vol 243 d'Aloha Airlines de 1988 després d'una despresurització explosiva de la cabina.

### Carrera financera
Rogers va començar a provar els mercats de valors i immobiliaris durant la seva etapa com a membre del repartiment de M*A*S*H i es va convertir en un gestor de diners i inversor d'èxit. El 1988 i el 1990, va comparèixer davant el Comitè sobre el Poder Judicial de la Cambra dels Estats Units com a testimoni expert, declarant a favor de mantenir les lleis bancàries promulgades en virtut de la llei Glass-Steagall de 1933. Va aparèixer regularment com a membre del panell al programa de notícies d'inversió i accions de la televisió per cable de Fox Business Network Cashin' In, presentat des del 2013 pel presentador de Fox News Eric Bolling. L'agost de 2006, Rogers va ser elegit membre de la junta directiva de Vishay Intertechnology, Inc., un fabricant Fortune 1000 de semiconductors i components electrònics. També va ser el cap de Wayne Rogers & Co., una corporació d'inversió comercial de valors.
El 23 d'abril de 2012, Rogers va signar com a nou portaveu de Senior Home Loans, un prestador hipotecari invers directe amb seu a Long Island, Nova York.

### Premis
Rogers va rebre una estrella al Passeig de la Fama de Hollywood el 2005.

## Vida personal i mort
Quan era un actor jove, Rogers va conèixer l'actriu Mitzi McWhorter a Nova York a finals dels anys cinquanta. Es van casar el 1960, van tenir dos fills i es van divorciar el 1983. Portaven gairebé quatre anys separats abans del divorci. Rogers es va casar amb la seva segona dona, Amy Hirsh, el 1988.
El 2001, Rogers va fer de Destin la seva llar.
Rogers va morir el 31 de desembre de 2015 a causa de complicacions d'una pneumònia a Los Angeles, Califòrnia, a l'edat de 82 anys Va morir exactament un any abans que el seu company de repartiment de M*A*S*H William Christopher.

## Filmografia
| Any       | Títól                                          | Paper                             | Notes                                  |
| --------- | ---------------------------------------------- | --------------------------------- | -------------------------------------- |
| 1959      | Un demà arriscat                               | Soldiat a un bar                  |                                        |
| 1960      | The Millionaire                                | Allan Merrick                     | Episodi: “The Story of Sylvia Merrick” |
| 1960      | Wanted Dead or Alive                           | Bad Guy                           |                                        |
| 1962      | Alfred Hitchcock Presents                      | Kenneth                           |                                        |
| 1963      | Have Gun Will Travel                           | Daniel                            | Episodi: “The Debutante”               |
| 1964      | Dr. Sex                                        | Raincoat Man                      | No acreditat                           |
| 1965      | The Glory Guys                                 | Tinent Mike Moran                 |                                        |
| 1965      | Honey West                                     | Jerry (malvat)                    | Episodi 14: "Invitation to Limbo”      |
| 1966      | Chamber of Horrors                             | Sergent Jim Albertson             |                                        |
| 1967      | La llegenda de l'indomable                     | "Gambler"                         |                                        |
| 1967      | The Invaders                                   | Tinent Matteson                   |                                        |
| 1970      | WUSA                                           | Minter                            |                                        |
| 1971      | Cannon                                         | Steve                             |                                        |
| 1972      | Pocket Money                                   | "Stretch" Russell                 |                                        |
| 1972–1975 | M*A*S*H                                        | Capità "Trapper" John McIntyre    | 72 episodis                            |
| 1975      | Attack on Terror: The FBI vs. the Ku Klux Klan | Agent especial del FBI Don Foster |                                        |
| 1976      | City of Angels                                 | Jake Axminster                    | 13 episodis                            |
| 1977      | It Happened One Christmas                      | George Hatch                      | Pel·lícula per a TV                    |
| 1978      | Once in Paris...                               | Michael Moore                     |                                        |
| 1979–1982 | House Calls                                    | Dr. Charley Michaels              | 57 episodis                            |
| 1981      | The Hot Touch                                  | Danny Fairchild                   |                                        |
| 1983      | Chiefs                                         | Will Henry Lee                    | Minisèrie de TV                        |
| 1985      | I Dream of Jeannie... Fifteen Years Later      | Coronel Tony Nelson               | Pel·lícula per a TV                    |
| 1985      | The Gig                                        | Marty Flynn                       |                                        |
| 1987      | The Killing Time                               | Jake Winslow                      |                                        |
| 1989      | Passion and Paradise                           | Raymond Schindler                 | Pel·lícula per a TV                    |
| 1990      | Miracle Landing                                | Bob Schornstheimer                | Pel·lícula per a TV                    |
| 1993      | The Goodbye Bird                               | Ray Whitney                       |                                        |
| 1993–1995 | S'ha escrit un crim                            | Charlie Garrett                   | 5 episodis                             |
| 1996      | Fantasmes del passat                           | Morris Dees                       |                                        |
| 1999      | Love Lies Bleeding                             | Inspector Abberline               |                                        |
| 2000      | Coo Coo Cafe                                   |                                   |                                        |
| 2001      | Frozen with Fear                               | Charles Sullivan                  |                                        |
| 2002      | Three Days of Rain                             | Business Man                      |                                        |
| 2003      | Nobody Knows Anything!                         | Gun Schnook                       | (darrer paper a pel·lícula)            |